# Xenia Grey
Xenia Grey właśc. Ksenia Martyszówna (ur. 17 lutego 1904 na wyspie Kodiak na Alasce w USA, zm. 18 stycznia 2003 w Skolimowie pod Warszawą) – polska śpiewaczka operetkowa i aktorka, popularna w okresie międzywojennym.

## Życiorys

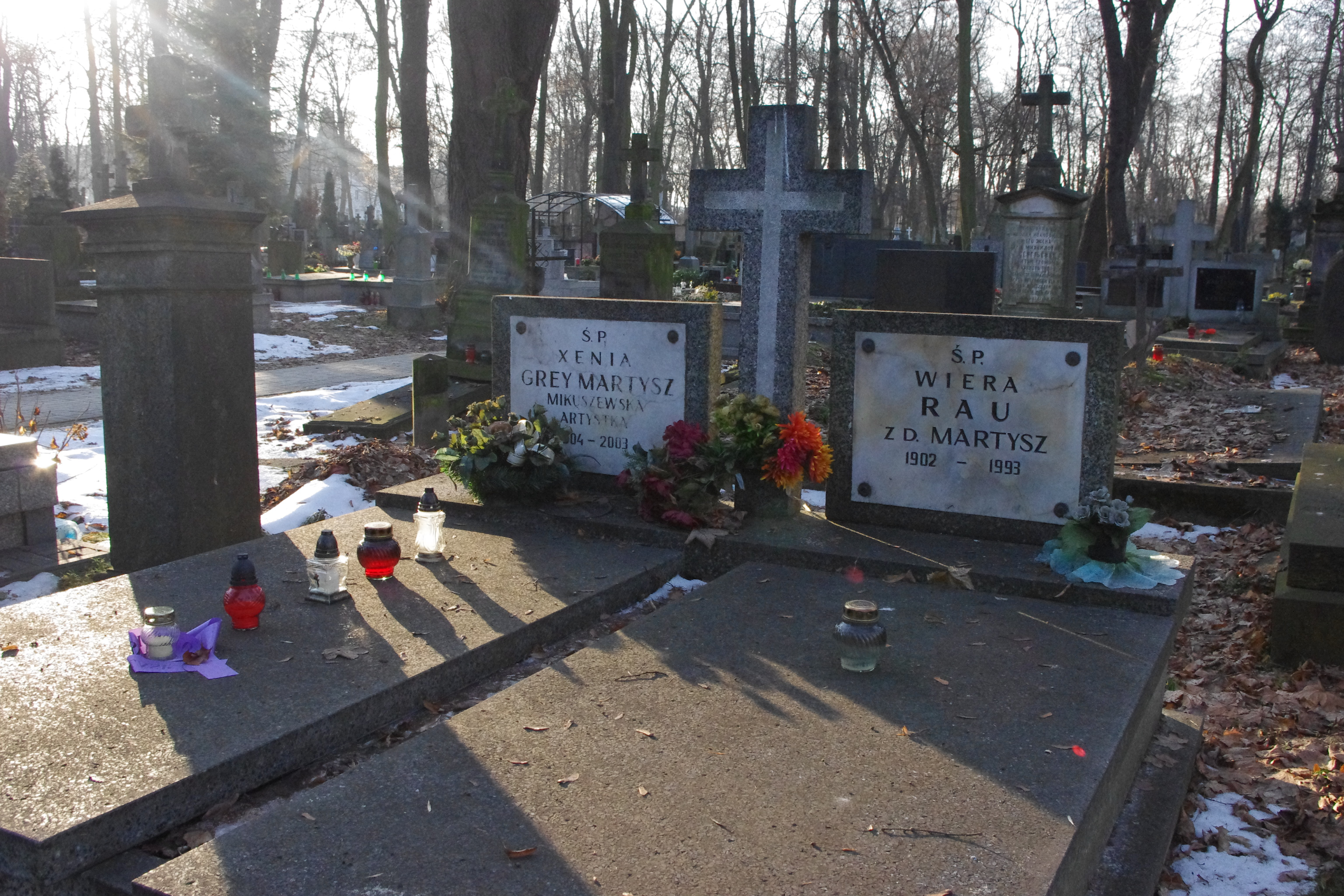
Grób Xenii Grey na Cmentarzu Prawosławnym w Warszawie

Była córką Bazylego Martysza, prawosławnego duchownego, naczelnego kapelana wyznania prawosławnego Wojska Polskiego, świętego prawosławnego, i Olgi z Nowików. Urodziła się na wyspie Kodiak na Alasce, gdzie jej ojciec był na misji prawosławnej. Wychowała się w Edmonton w Kanadzie. W niepodległej Polsce zamieszkała wraz z rodzicami i siostrą w Sosnowcu. Była absolwentką warszawskiego konserwatorium muzycznego. Zasłynęła jako śpiewaczka i aktorka operetkowa oraz reżyser teatralna. Występowała i reżyserowała na scenach Poznania, Lublina, Gliwic, Katowic i Warszawy (Księżna Chicago, Wesoła wdówka, Księżniczka czardasza, Rose Marie, Liza z Krainy uśmiechu, Eurydyka z Orfeusza w piekle, Julia z Hrabiego Luxemburga i Violetta z Fiołka z Montmarte'u; operetki Abrahama, Kalmana, Straussa, Lehára, Kollo, Gilberta, Benatzky'ego). Jest pochowana na cmentarzu prawosławnym na Woli. Jest bohaterką książki Bogusława Kaczyńskiego oraz jedną z bohaterów filmu dokumentalnego Wina Ikara.

## Nagrody i odznaczenia
- 1969 – Złoty Krzyż Zasługi
- 1989 – Krzyż Oficerski Orderu Odrodzenia Polski
- 1999 – Statuetka "Ariona" przyznana przez Sekcję Teatrów Muzycznych ZASP z okazji Dnia Artysty Śpiewaka
- Nagroda Ministra Kultury i Sztuki z okazji 45-lecia pracy artystycznej

## Wybrana filmografia
- Szpieg w masce (1933)
- Die Blume von Hawaii (pol. Kwiat Hawaju) (1953)[7]
- Przerwana gra (1977)[8]